# Крутишин
Крутишин — колишній хутір в Україні на території сучасної Березівської сільської громади Шосткинського району, Сумської області.

## Географія
Хутір Крутишин був розташований на річці Есмань за 17 км від витоку. Через 3,5 км вздовж річки знаходиться село Курдюмівка, в іншому напрямку проти течії через 3 км розташований колишній хутір Каплиця. На відстані 3 км південно-західніше від хутора знаходиться село Кушкине, через 4 км у південно-східному напрямку розташоване село Землянка, у північно-східному напрямку через 4 км знаходиться село Гута. Місце колишнього хутора оточене великим лісовим масивом (дуб, сосна, береза).
Місцевість є рівнинною та вираженою водно-ерозійними(балки, річкові долини), денудаційними(вали) та антропогенними(кар'єри) впливами.
На території колишнього поселення розташовується гребля через річку Есмань. Територія є багатою на поклади глини та каменю.

## Історія
Уперше в письмових згадках хутір з'являється у праці українського історика та архівіста Павла Федоренка, присвяченій опису населених пунктів Новгород-Сіверського намісництва 1779—1781 років. У документі поселення фігурує під назвою Крутишинський хутір та описується як володіння Івана Туманського, члена Другої Малоросійської колегії та пізніше статського радника. Хутір складав собою 5 хат та постоялий двір з трьох покоїв, на річці Есмані розташовувався водяний млин з валяльнею. Наголошується також, що у хуторі виробляли вино та продавали на ярмарках у таких містах та селах, як: Гадяч, Городище, Прилуки, Дейманівка, Густиня.
Пізніше місцевість згадується у контексті викупу каменоломні та 220 га лісу в поміщика Віктора Забіли у 1838 році задля розбудови Шосткинського порохового заводу. Також з білого каменю, що видобувався на крутишинських кар'єрах, вимощували бруківку для транспортної системи підприємства.
У 1866 році хутір складався з восьми дворів, де мешкало 29 осіб, серед яких 17 жінок та 12 чоловіків. Поряд на лівому березі річки Есмань також розташовувася хутір Красний(Суденко), де були 7 дворів та винокурня, північніше від Крутишина на правому березі знаходився одноосібний хутір Туманського.
Під час першого перепису населення СРСР у 1926 році згадується, що хутір складався з чотирьох дворів, де мешкали 22 особи, серед яких 11 жінок та 11 чоловіків, за національністю усі були українцями.
У роки першої п'ятирічки було прокладено вузькоколійну залізничну гілку до каменоломень на Кам'яній горі, що розташовувалася біля Крутишина. Камінь добували примітивним способом: молотками, ломами та вибухівкою, а потім первинно оброблену сировину вивозили у Вороніж залізничним або гужовим транспортом.
27 серпня 1941 року в урочищі Крутишине неподалік від хутора був сформований партизанський загін, який вже у листопаді брав участь у своїх перших боях з німецькими окупантами, очолив загін Кузьма Трало. В честь діяльності партизанів було поставлено пам'ятний знак на місці формування загону.
8 березня 1942 року в місцевості біля Есмані була проведена антипартизанська каральна акція німецьких військ, у ході якої було спалено село Гута, хутір Каплиця та Теребеньки. Доля жителів Крутишина під час тих подій невідома.
У 1967—1971 роках хутір Крутишин був знятий з обліку в зв'язку з переселенням жителів.